# Корник, Лео
Лео Эрик Еан Корник (норв. Leo Erik Jean Cornic; род. 2 января 2001, Осло, Норвегия) — норвежский футболист, защитник клуба «Русенборг».

## Клубная карьера
Является воспитанником «Волеренги». С сезона 2018 года был переведён в первую команду клуба, также привлекаясь к играм второй команды в матчах второго норвежского дивизиона. 15 апреля дебютировал за «Волеренгу-2» в матче с «Эгерсунном», появившись на поле с первых минут. В октябре впервые попал в заявку основной команды на встречу очередного тура чемпионата Норвегии против «Кристиансунном», но на поле не появился.
В августе 2019 года перешёл на правах аренды до конца сезона в «Берум». В его составе первую игру во втором дивизионе провёл 4 августа. Корник вышел в стартовом составе на игру с «Алтой», отметившись в середине второго тайма жёлтой карточкой. За время, проведенное в аренде, принял участие в 10 встречах.
21 января 2020 года перешёл в «Гроруд», выступающий в ОБОС-лиге. Из-за пандемии коронавируса дебют за новый клуб состоялся только 3 июля в первом туре нового сезона против «Лиллестрёма». Лео появился на поле с первых минут и уже через четыре минуты после начала получил предупреждение.
18 декабря 2020 года стал игроком шведского «Юргордена», подписав контракт, рассчитанный на четыре года. Первую игру провёл 21 февраля 2021 года в рамках группового этапа кубка Швеции с «Браге». 9 мая в гостевой игре с «Дегерфорсом» Корник дебютировал в чемпионате Швеции, появившись на поле в середине второго тайма вместо Никласа Беркрота.

## Карьера в сборной
Выступал за сборные Норвегии различных возрастов. 22 марта 2019 дебютировал за молодёжную сборную в товарищеском матче со Финляндии, выйдя на поле на 85-й минуте вместо Томаса Тотланна.

## Клубная статистика
| Выступление      | Выступление      | Выступление      | Лига | Лига | Кубки | Кубки | Конт. кубки | Конт. кубки | Итого | Итого |
| Клуб             | Лига             | Сезон            | Игры | Голы | Игры  | Голы  | Игры        | Голы        | Игры  | Голы  |
| ---------------- | ---------------- | ---------------- | ---- | ---- | ----- | ----- | ----------- | ----------- | ----- | ----- |
| Волеренга 2      | Второй дивизион  | 2018             | 15   | 1    | 0     | 0     | 0           | 0           | 15    | 1     |
| Волеренга 2      | Второй дивизион  | 2019             | 11   | 1    | 0     | 0     | 0           | 0           | 11    | 1     |
| Волеренга 2      | Итого            | Итого            | 26   | 2    | 0     | 0     | 0           | 0           | 26    | 2     |
| Берум            | Второй дивизион  | 2019             | 10   | 0    | 0     | 0     | 0           | 0           | 10    | 0     |
| Берум            | Итого            | Итого            | 10   | 0    | 0     | 0     | 0           | 0           | 10    | 0     |
| Гроруд           | ОБОС-лига        | 2020             | 24   | 3    | 0     | 0     | 0           | 0           | 24    | 3     |
| Гроруд           | Итого            | Итого            | 24   | 3    | 0     | 0     | 0           | 0           | 24    | 3     |
| Юргорден         | Алльсвенскан     | 2021             | 7    | 0    | 3     | 0     | 0           | 0           | 10    | 0     |
| Юргорден         | Итого            | Итого            | 7    | 0    | 3     | 0     | 0           | 0           | 10    | 0     |
| Всего за карьеру | Всего за карьеру | Всего за карьеру | 67   | 5    | 3     | 0     | 0           | 0           | 70    | 5     |